# Padshahnama

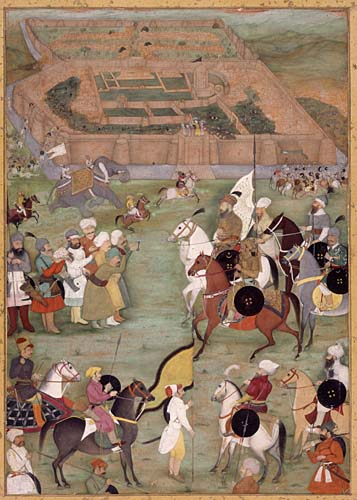
Die Einnahme Kandahars 1638, Darstellung aus dem Padshahnama

Padshahnama oder Badshah Nama (persisch پادشاهنامه oder پادشاه‌نامه; wörtlich „Das Kaiserbuch“) ist die von dem Mogulkaiser Shah Jahan in Auftrag gegebene Darstellung der Geschichte seiner Herrschaft. Das Werk setzt damit die Tradition der kaiserlichen Autobiographie fort, die u. a. das Baburnama, Akbarnama, Tuzk-e-Jahangiri und Jahangir-nameh umfasst.
Es entstand zwischen 1636 und 1656 unter Mitwirkung der Historiker Abdul Hamid Lahori und dessen Schüler Muhammad Waris. Diese stützten sich auf das Werk der Historiker für die erste Dekade der Herrschaft Shah Jahans, Jalaluddin Tabatabai und Muhammad Amin Qazvini. Der Kaiser hatte die Verträge mit Tabatabai und Qazvini nicht verlängert, weil er mit ihrem Stil unzufrieden war. Auch hatte er beschlossen, sich nicht weiter als göttlich erleuchteten Heilsbringer darstellen zu lassen wie sein Vater Jahangir und sein Großvater Akbar. Darum mussten die Chroniken von Qazvini und Tabatabai überarbeitet werden. Nach zehn Jahren Herrschaft waren außerdem viele Begründungen seiner Legitimität in diesen Chroniken obsolet geworden.
Der schon betagte Lahori war ein Schüler von Akbars Chronisten Abu 'l-Fazl. Shah Jahan hoffte, mit ihm endlich einen Chronisten zu haben, der ihn so glanzvoll darstellen konnte, wie es Abu 'l-Fazl mit Akbar getan hatte. Bei seiner Überarbeitung der ersten Dekade von Shah Jahans Herrschaft straffte Lahori Qazvinis Chronik gründlich und ließ dessen Kapitel über Shah Jahans Leben vor seiner Krönung weg. Nachdem Lahori die Chronik zehn Jahre später wegen seines Alters aufgeben musste, setzte sein Schüler Waris die Arbeit fort.
Das Padshahnama wurde von mehreren Illustratoren mit hochwertigen Abbildungen im Stil der Mogulmalerei versehen. In den kaiserlichen Werkstätten wurden mehrere Abschriften wie auch Reproduktionen einzelner Illustrationen erstellt. Reine Textausgaben sind als Shahjahannama bekannt.
Das Padshahnama gehört zu den wichtigsten Quellen über die Herrschaft von Shah Jahan. Neben militärischen Operationen zeigen die Gemälde in den Manuskripten das Leben am kaiserlichen Hof, Hochzeiten und andere Aktivitäten.
Das vollständige Originalmanuskript des Padshahnama wird in der Khuda Bakhsh Oriental Library in Patna aufbewahrt. Weitere Versionen bzw. Einzelminiaturen befinden sich u. a. in der Königlichen Bibliothek auf Schloss Windsor sowie weltweit in mehreren Museen und Sammlungen.